# Radoszewo
Radoszewo (kaschubisch Redëszewò; deutsch Reddischau) ist ein Dorf und Sołectwo (Schulzenamt) der Landgemeinde Puck im Powiat Pucki der Woiwodschaft Pommern in Polen.

## Geographie
Der Ort liegt in Pommerellen und Kaschubien, 11 Kilometer nordwestlich der Stadt Puck (Putzig) und 33 Kilometer nordwestlich von Gdynia (Gdingen). Nachbarorte sind Parszkowo (Parschkau) im Norden, Starzyński Dwór (Klein Starsin) im Südosten, Starzyno (Groß Starsin) im Süden und Kłanino (Klanin) im Südwesten.

## Geschichte
Der Ort wurde um 1400 als Redysow, später als Redischow genannt. 
Die Region kam nach der Ersten Teilung Polens 1773 an das Königreich Preußen. Katholiken besuchten die Kirche in Groß Starsin, Evangelische waren nach Krockow eingepfarrt. Von 1887 bis 1919 gehörte der Ort zum Kreis Putzig in der Provinz Westpreußen des Deutschen Reichs. Er hatte den Status eines Gutsbezirks im Amtsbezirk Starsin. Nach Ende des Ersten Weltkriegs wurde das Kreisgebiet mit Reddischau aufgrund der Bestimmungen des Versailler Vertrags, mit Wirkung vom 20. Januar 1920, an Polen abgetreten.
Als Teil des Polnischen Korridors gehörte das Gebiet zum Powiat Pucki und wurde am 1. Januar 1927 in den Powiat morski eingegliedert. Durch den Überfall auf Polen 1939 kam das Gebiet des Korridors völkerrechtswidrig an das Reichsgebiet und wurde dem Reichsgau Danzig-Westpreußen zugeordnet.
Gegen Ende des Zweiten Weltkriegs besetzte im Frühjahr 1945 die Rote Armee das Kreisgebiet und übergab es an die Volksrepublik Polen. Die deutsche Minderheit wurde ausgewiesen. In den Jahren 1975–1998 gehörte das Dorf administrativ zur Woiwodschaft Danzig, der Powiat Pucki war in diesem Zeitraum aufgelöst.
Die Gemeinde gehört zu den zweisprachigen Gemeinden in Polen.

## Bevölkerungsentwicklung
- 1783: 10 Feuerstellen
- 1871: 111 Einwohner
- 1905: 132 Einwohner
- 1910: 128 Einwohner

- 2007: 202 Einwohner

## Verkehr
Die Woiwodschaftsstraße DW213 wird in Starzyno erreicht. Die nächsten Bahnstation sind Swarzewo (Schwarzau) und Puck (Putzig) an der Bahnstrecke Reda–Hel. Der nächste Flughafen ist Danzig.